# 1799

## Esdeveniments
Països Catalans
Resta del món
- 17/19 de juny - confluència entre el riu Trebia i el riu Po (Província de Piacenza, Itàlia): l'exèrcit austro-rus guanya la batalla del Trèbia de 1799 contra l'exèrcit napoleònic durant la guerra de la Segona Coalició.
- 15 de juliol - Es troba l'anomenada Pedra de Rosetta, al port del mateix nom (actualment, Rashid, Egipte), que seria la clau per al desxiframent dels jeroglífics egipcis.[1]
- 25 de juliol - Abukir (Egipte): l'exèrcit francès venç en la batalla d'Abukir contra les forces otomanes i britàniques en le curs de la campanya napoleònica d'Egipte i Síria.
- 21 de setembre: l'enginyer i químic francès Philippe Lebon patenta l'aplicació del gas en l'enllumenat.[2]
- 9 de novembre, París: cop d'estat del 18 de Brumari de Napoleó Bonaparte.[3]
- Campanya de Napoleó a Palestina.
- Trobada la Pedra de Rosetta.
- Comença el Consolat dins la Revolució Francesa.
- Primer impost sobre la renda (Gran Bretanya).
- Publicació dels himnes de Novalis.
- Demostració del Teorema fonamental de l'àlgebra.

## Naixements
Països Catalans
Resta del món
- 16 de febrer - París: François Dauverné, músic francès del Romanticisme.
- 18 de febrer - Hamburg: Alexis de Chateauneuf, arquitecte i urbanista.
- 16 de març - Tonbridge, Anglaterra: Anna Atkins, botànica i fotògrafa anglesa, pionera de la fotografia científica (m. 1871).[4]
- 29 de març - Edward Smith-Stanley, primer ministre del Regne Unit (m. 1869).[5]
- 11 de maig - Königsberg: Hedwig von Olfers, escriptora i salonnière alemanya (m. 1891).[6]
- 20 de maig - Tours, País del Loira, França: Honoré de Balzac, novel·lista francès (m. 1850).[7]
- 21 de maig - Lyme Regis, Anglaterra: Mary Anning, paleontòloga anglesa (m. 1847).
- 6 de juny - Moscou: Aleksandr Puixkin, poeta rus (m. 1837).[8]
- Edward Calvert, pintor i gravador anglès (m. 1883).
- 16 de febrer - París 4 de novembre de 1874: François Dauverné, músic francès del Romanticisme.

## Necrològiques
Països Catalans
- 1 d'abril - Esparreguera: Narcís Casanoves i Bertran, compositor i organista català (n. 1747).[9]
- 19 de juliol - Madrid: Joan Baptista Muñoz i Ferrandis, historiador i filòsof valencià (n. 1745).[10]

Resta del món
- 9 de gener, Milà: Maria Gaetana Agnesi, matemàtica milanesa, teòloga i polemista il·lustrada.[11]
- 22 de febrer - Pequín, Xina: Heshen, oficial de la Cort de l'emperador Qianlong (n. 1750)[12]
- 4 de maig - Seringapatan (Índia): Tipu Sultan, també conegut amb el nom de Tipu Sahib sultà de Mysore a partir de 1782 i un dels principals opositors a la instal·lació del poder britànic a l'Índia (n. 1749).[13]
- 9 de maig - París (França): Claude-Bénigne Balbastre, organista, clavecinista i compositor francès (n. 1724).[14]
- 18 de maig - París, França: Pierre-Augustin Caron de Beaumarchais, escriptor i dramaturg francès, considerat el pare dels drets d'autor europeus (n. 1732).[15]
- 20 d'agost - Nàpols: Eleonora Fonseca Pimentel, poetessa, activista, periodista i revolucionària en la República Partenopea (n. 1752).[16]
- 14 de desembre - Mount Vernon (Virgínia, EUA) - George Washington, primer president dels Estats Units (n. 1732).